# Panzerkleinzerstörer Rutscher
De Panzerkleinzerstörer Rutscher (kleine tankjager Rutscher) was een Duitse poging om een kleine en lichte tankjager te ontwikkelen met een maximaal gewicht van vijf ton.

## Ontwikkeling
Aan het einde van 1943 verzocht Waffen Prüfungsamt 6 (WaPrüf 6) de bedrijven BMW en Weserhütte om verscheidene conceptuele ontwerpen te maken voor een nieuw te produceren kleine tankjager. Begin 1944 werd het project gestaakt omdat de Jagdpanzer 38(t) de beoogde rol zou gaan vervullen. Ongeveer twintig ingestuurde ontwerpen werden bestudeerd waaronder een ontwerp van 3.5 ton door Weserhütte met speciaal ontworpen componenten en een ontwerp van 5 ton door Büssing met reeds bestaande componenten. 
Ongeveer een jaar na de annulering van het project, op 23 januari 1945, besloot de Entwicklungskommission Panzer het programma weer op te pakken. De rol die weggelegd zou worden voor het voertuig werd omschreven als een kleine tankjager die met snelheid en wendbaarheid bij de infanterie zou gebruikt worden als een wapendrager bij gevechten van dichtbij. Het voertuig zou een afweging zijn tussen zoveel mogelijk schade kunnen aanrichten bij de vijand met zo min mogelijk gebruik van ruwe materialen. Als richtlijn bij het ontwerp werden specificaties vastgelegd: Gewicht 3.5 tot 5 ton, hoogte van circa 1.5 meter, bodemvrijheid van circa 35 centimeter, een bemanning van twee, licht pantser van 20 millimeter op de voorzijde en 14.5 millimeter op de zijden, een motor van circa 90 pk die het voertuig een hoge snelheid zou moeten geven en de bewapening zou moeten bestaan uit een machinegeweer en een PAW. Gehoopt werd dat vijf testvoertuigen zo snel mogelijk zouden kunnen worden geproduceerd. De commissie besloot om zowel een ontwerp te maken met bestaande componenten alswel een ontwerp met speciaal ontworpen componenten. Het voertuig zou bewapend worden met de nieuw ontwikkelde PWH 8 H 63, een kanon met een gladde loop dat met vinnen gestabiliseerde projectielen afschoot met een snelheid van 520 meter per seconde. De speciale anti-tank granaten met holle lading hadden een doorslagkracht van 140-150 millimeter pantser met een afschuining van 30 graden, maar het effectieve vuurbereik was slechts 700 meter, met een maximaal bereik van 1500 meter.
Op 19 maart 1945 werd een analyse gemaakt van de voortgang. Hieruit bleek dat wanneer het voertuig aan de specificaties zou voldoen er nieuwe componenten ontworpen moesten worden wat één tot twee jaar zou gaan duren. Enkel met gebruik van bestaande componenten zou er snel een voertuig in productie genomen kunnen worden, maar deze zou dan 7 tot 10 ton gaan wegen. Een voertuig dat zwaarder zou worden dan 5 ton zou niet voldoen aan de tactische eisen, omdat het wapen snel moest kunnen aanvallen en terugtrekken vanwege het beperkte vuurbereik van 700 meter, een te zwaar voertuig zou dit niet snel genoeg kunnen. Aan de productie van twee testvoertuigen, een 3.5 ton voertuig door Weserhütte en een 7.5 ton door Daimler-Benz, werd doorgang gegeven maar verdere ontwikkeling werd gestaakt. Wel werd gevraagd naar de mogelijkheid te kijken om de voertuigen naast de PWK uit te rusten met een 7.5 cm KwK L/48 kanon om doelen te kunnen aanvallen verder dan 700 meter.